# Nova Prata do Iguaçu
Nova Prata do Iguaçu är en kommun i Brasilien.   Den ligger i delstaten Paraná, i den södra delen av landet, 1 200 km sydväst om huvudstaden Brasília. Antalet invånare är 10 369.
Omgivningarna runt Nova Prata do Iguaçu är en mosaik av jordbruksmark och naturlig växtlighet. Runt Nova Prata do Iguaçu är det ganska glesbefolkat, med 27 invånare per kvadratkilometer.